# Virus infekční bronchitidy
Virus infekční bronchitidy (IBV) je prototypovým kmenem rodu Coronavirus z čeledě Coronaviridae. Je původcem infekční bronchitidy drůbeže.

## Charakterizace viru
Partikule viru infekční bronchitidy jsou sférické, výjimečně pleomorfní. Jejich velikost kolísá v rozmezí 80-120 nm. Jsou obalené, s prominujícími povrchovými projekcemi kyjovitého tvaru (peplomery), délky 7-20 nm a šířky 10 nm. Nukleokapsida má helikální symetrii; průměr helixu je 10-15 nm, průměr vláken 1-2 nm. Sedimentační konstanta činí 344 S. Hustotní gradient v CsCl je 1,24 g/ml, v sacharóze 1,15-1,18 g/ml.
Virový genom je tvořen molekulou jednovláknové RNA (27 500 nukleotidů) s pozitivní polaritou, která tvoří asi 4 % z celkové hmotnosti purifikovaných virionů. RNA má mol. hm. 5,5-6,9×106 a sedimentační koeficient 48 S. Bílkovinnou složku virionu tvoří 16 polypeptidů s mol. hm. od 15 000 do 135 000. Preparáty purifikovaného viru vždy obsahují polypeptidy hostitelské buňky.
Viriony IBV obsahují tři specifické proteiny – kapsidový (ribonukleoprotein, RNP, nukleokapsidový protein, N protein), perikapsidální (matrix glykoprotein, M) a peplomerový (spike protein, S). Protein S je tvořen dvěma subjednotkami – glykoproteiny S1 a S2 (520 a 625 aminokyselin). Hemaglutinačně inhibiční a neutralizační protilátky jsou indukovány subjednotkou S1. Perikapsidální (M) protein se podílí většinou svých 225 aminokyselin na tvorbě virové membrány nebo vnitřní povrchové membrány; pouze 10 % proteinu je uloženo ve vnějším lipidovém obalu viru. Nukleokapsidový (N) protein je uložen kolem RNA. Geny S a M, indukující tvorbu příslušných proteinů, byly klonovány a sekvenovány. Zjišťovaná heterogenita těchto genů mezi jednotlivými sérotypy IBV může v budoucnosti přispět k jejich identifikaci i objasnění "vakcinačních zlomů", což současné sérologické techniky neumožňují. Již dnes je však jisté, že virus IB podléhá rekombinaci při smíšených infekcích v terénu.

### Replikace viru
IBV se replikuje v cytoplasmě infikovaných buněk. Kontinuální transkripcí je produkováno 6 mRNA s mol. hm. od 0,8 do 2,6×106 daltonů, což umožňuje vznik rekombinantních partikulí. Virus se vyvíjí pučením přes membrány Golgiho cisteren a endoplasmatického retikula, přičemž inkorporuje materiál těchto membrán do svého vnějšího obalu. Partikule se shlukují ve vezikulech, mechanismus jejich uvolňování z buňky není znám. Nové virové partikule se vytvoří za 3-4 hodiny po infekci (PI), s maximem za 12 hodin PI při teplotě 37 °C. Kompletní virové partikule mají dvojitý vnější obal a hustý vnitřní obal kolem amorfního materiálu dřeně.

### Hemaglutinace
Terénní izoláty IBV získané pomnožením v kuřecím embryu normálně neaglutinuje ptačí erytrocyty, pouze některé kmeny viru IB (Massachusetts) aglutinují kuřecí erytrocyty po opracování fosfolipázou C.

### Klasifikace kmenů
Do roku 1956 byl znám pouze jeden sérotyp IBV, reprezentovaný patogenním kmenem Massachusetts a nepatogenním, na vejce adaptovaným kmenem Beaudette. Od té doby byla izolována řada kmenů z terénních případů IB u kuřat, které se antigenně odlišují od typu Massachusetts, např. v USA kmeny Connecticut, Arkansas, JMK, Gray, Holte, Florida, Main 209, Clark 333 nebo v Evropě holandské kmeny D274 a D1466 aj. Klasifikace se provádí různými technikami. Nejčastěji je používán neutralizační test v kuřecích embryích, buněčných a orgánových kulturách a hemaglutinačně inhibiční test či novější imunoenzymatické testy, monoklonální protilátky, fingerprinting nebo analýza nukleové kyseliny. Sekvenováním genů kódujících S protein byly zjištěny u některých sérotypů viru 25-50% rozdíly v zastoupení aminokyselin, u jiných sérotypů jen 2-3 %.

## Rezistence k chemickým a fyzikálním činitelům
Většina kmenů IBV je inaktivována při 56 °C za 15 minut a za 90 min při 45 °C. Virus lze ve formě infekční alantoidní tekutiny skladovat po mnoho let při teplotách -30 °C a nižších; v lyofilizovaném stavu vydrží v lednici min. 30 roků. Skladovaný při teplotě 37 °C je kompletně inaktivován během 6 měsíců. Vzorky tkání pro virologické vyšetření mohou být skladovány a transportovány v 50% glycerolu bez zamražení. Síran hořečnatý má stabilizační efekt na IBV. Ve vnějším prostředí může IBV přežívat 12-56 dní (Satylganov, 1971).
Stabilita kmenů IBV při pH 3 je variabilní. Působení 20% éterem po dobu 18 hodin při 4 °C redukuje titr IBV, ale virus není kompletně inaktivován. Kompletní destrukce viru je dosaženo 50% chloroformem při pokojové teplotě za 10 minut a působením 0,1% roztokem desoxycholátu sodného po 18 hodinách při 4 °C. Virus je citlivý k běžným dezinfekčním prostředkům. Ošetření beta-propiolaktonem v konečné koncentraci 0,05-0,1 % nebo formalinu v 0,1% koncentraci eliminuje infekčnost IBV. Ošetření beta-propiolaktonem nemá vliv na aktivitu hemaglutinačního antigenu viru.

## Laboratorní systémy
Virus IB se dobře pomnožuje v kuřecích embryích a po adaptaci způsobuje jejich zakrslost a úhyn. Po adaptaci roste i na buněčných kulturách připravených z buněk ledvin nebo jater 15-18denních kuřecích embryí nebo z buněk ledvin mladých kuřat. Cytopatický efekt v podobě mnohojaderných syncytií tvoří v prvních pasážích pouze kmeny adaptované na kuřecí embryo (např. Beaudette). Některé kmeny se replikují i v buněčných kulturách z opičích ledvin nebo na Vero buňkách.
Kultury připravené z tracheálních prstenců 20denních embryí jsou vhodné pro izolaci, titraci i sérotypizaci terénních izolátů, poněvadž nevyžadují předchozí adaptaci viru na kuřecí embrya. Ve světelném mikroskopu pozorovatelná ciliostáze se vyhodnocuje za 3-4 dny po infekci.

## Patogenita
Kmeny IBV se liší virulencí a tropismem a to i z hlediska geografického, např. mezi Evropou, USA a Austrálií. Po aerogenní infekci se virus IB rychle pomnožuje v epitelu sliznice dýchacího traktu a je krevní cestou diseminován do dalších orgánů a tkání; replikuje se také v ledvinách, Fabriciově burze nebo cekálních tonzilách, kde perzistuje mnohem déle než v průdušnici a plicích. Nefrogenní kmeny poškozují epitel proximálních tubulů ledvin a způsobují jejich dysfunkci až akutní selhání. V mnoha případech dojde po infekci k samovolnému uzdravení. Pouze u velmi mladých kuřat anebo spolupůsobením sekundárních bakteriálních infekcí (záněty vzdušných vaků způsobené E. coli anebo mykoplasmaty) dochází k bronchitidě (zánětu průdušek) anebo po respirační fázi infekce dojde k postižení ledvin. V Austrálii bylo u výkrmových kuřat pozorováno mnohem častější postižení ledvin než průdušek, přičemž vyšší mortalita byla zjišťována u kohoutků, po chladových stresech nebo při používání krmných směsí s vysokým obsahem bílkovin. Z nefrogenních kmenů je nejznámější australský kmen T, méně nefrogenní jsou kmeny Italian nebo v USA kmeny Gray a Holte.
Infekce kuřiček do 2 týdnů věku některými kmeny IBV vyvolává ireverzibilní změny vejcovodu, které jsou v dospělosti příčinou tzv. "falešné snášky".
V populaci drůbeže se v posledních letech objevily tzv. variantní kmeny IB, způsobující problémy s vakcinací chovů drůbeže a také lišící se tropismem. Např. kmen viru 793/B způsobuje myopatie prsních svalů, nebo kmen Delaware 072 způsobuje primárně zánět vzdušných vaků i bez spolupůsobení sekundárních bakteriálních infekcí.
Adaptací na kuřecí embrya dochází ke ztrátě virulence viru pro kuřata. Např. vysoce adaptovaný kmen Beaudette je pro kuřata apatogenní, neimunogenní a nezpůsobuje poškození epitelu sliznice průdušnice na rozdíl od virulentních kmenů. Existují také rozdíly ve virulenci terénních kmenů IB pro reprodukční trakt nosnic, které se projevují pouze poruchami pigmentace vaječné skořápky nebo 10-50% poklesem snášky.